# Penna San Giovanni
Penna San Giovanni – miejscowość i gmina we Włoszech, w regionie Marche, w prowincji Macerata.
Według danych na rok 2004 gminę zamieszkiwały 1302 osoby, 46,5 os./km².

## Linki zewnętrzne

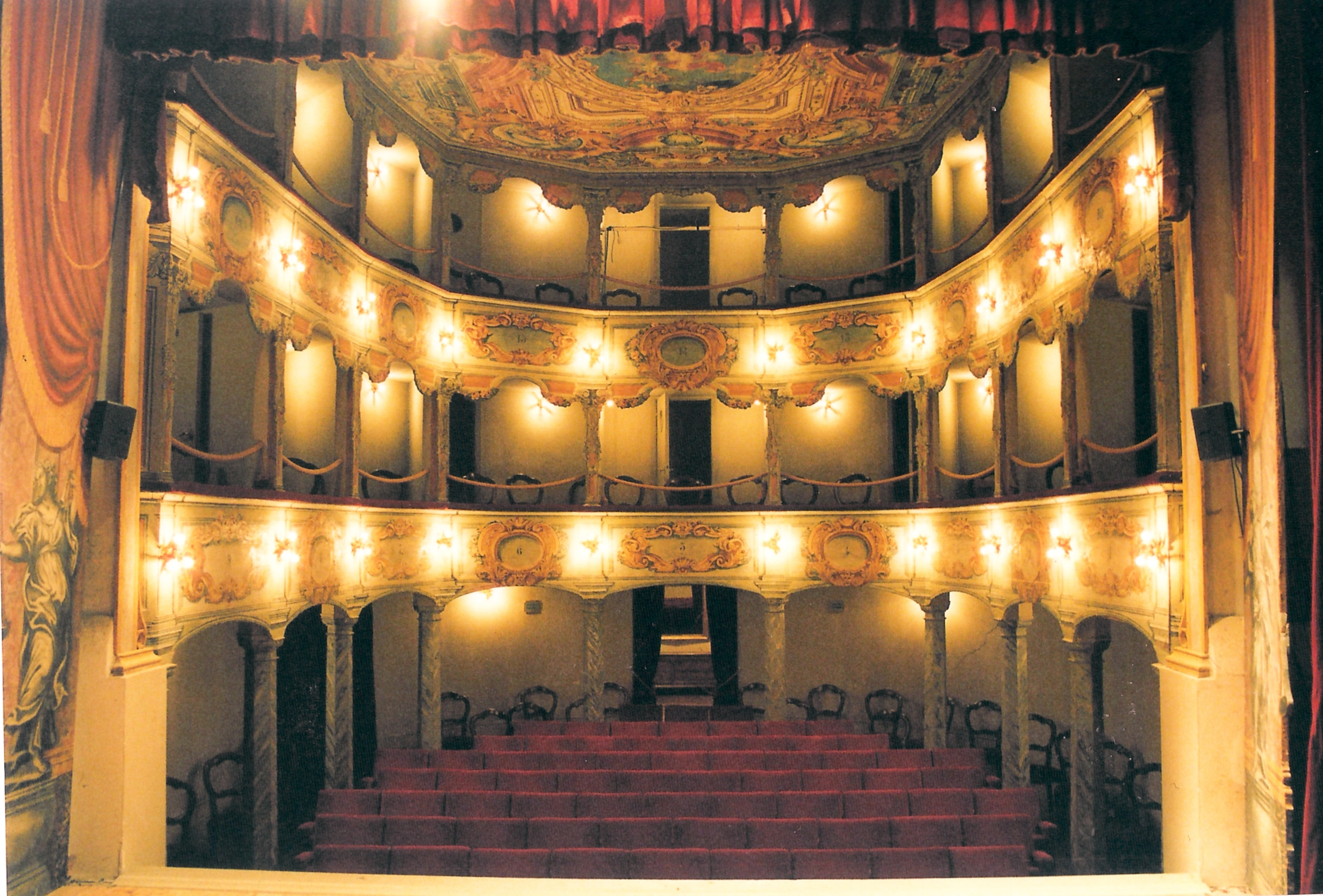
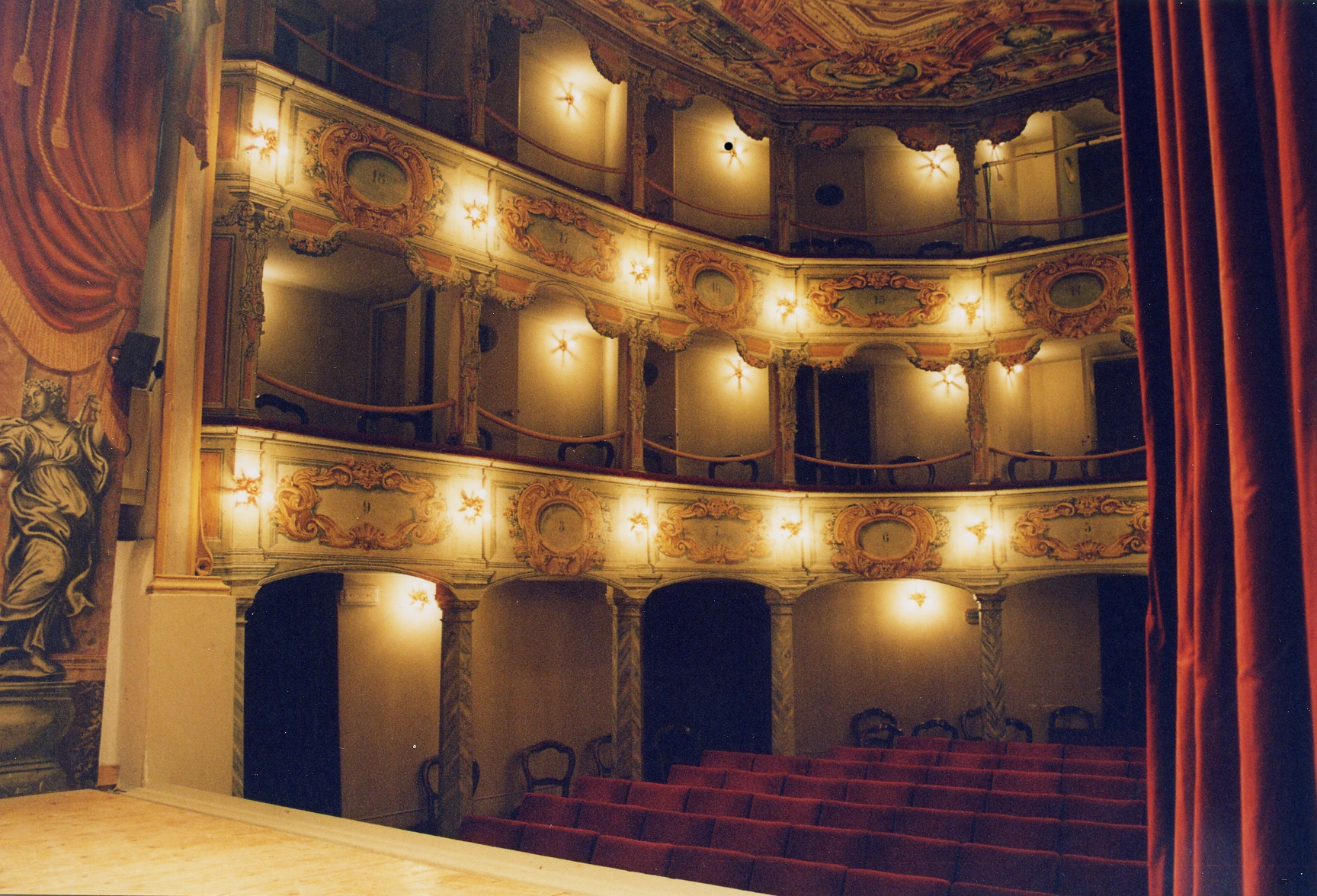
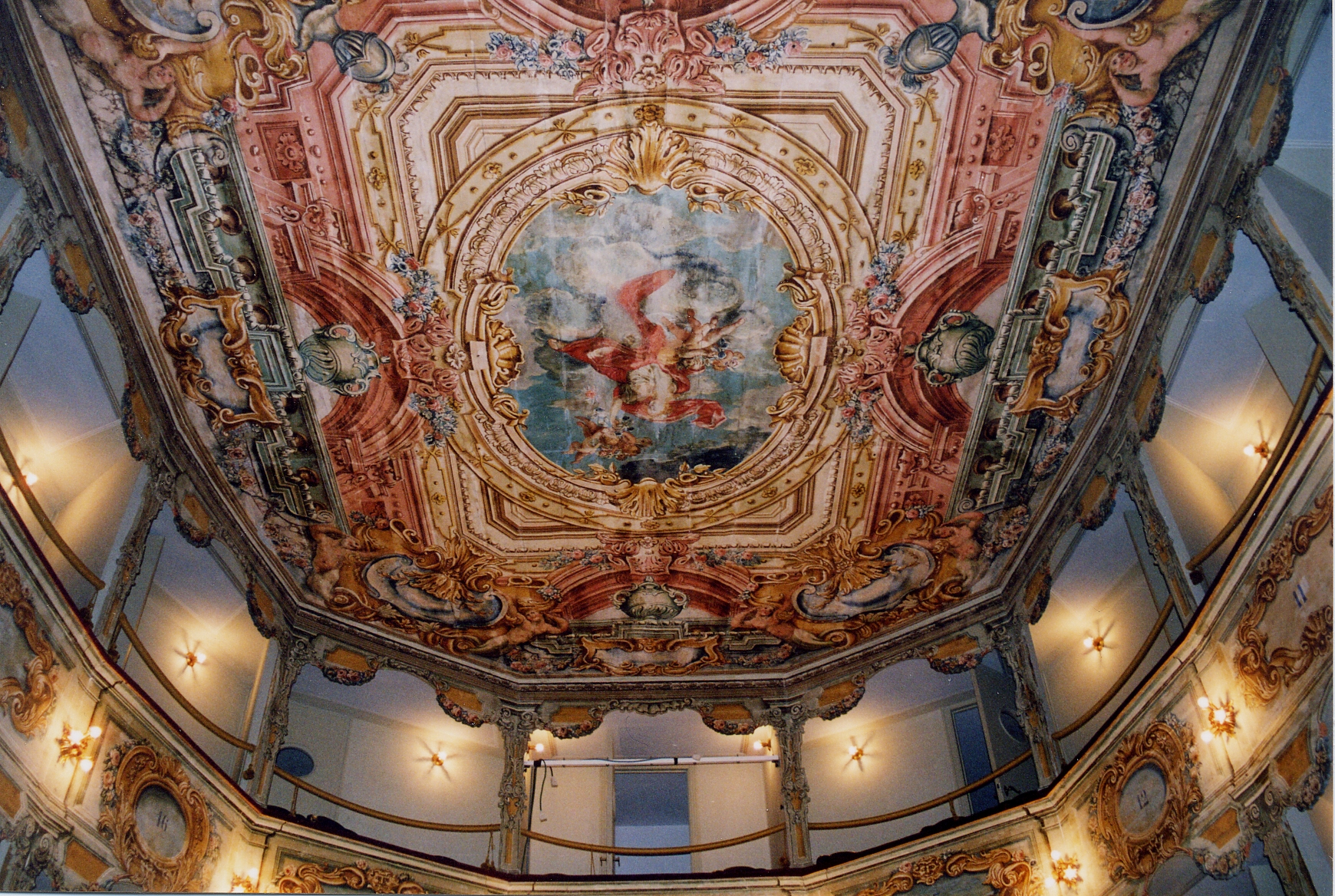